# رئيس وزراء الأردن
رئيس الوزراء في الأردن هو رئيس حكومة المملكة الأردنية الهاشمية. ويعينه ملك الأردن، ورئيس الوزراء له مطلق الحرية في تشكيل مجلس وزرائه بعد مشاورات. من صلاحيات مجلس الأمة الأردني الموافقة على برامج الحكومة الجديدة قبل أن تتسلم مهامها رسمياً. لا توجد مدة زمنية محددة لخدمة رئيس الوزراء، وقد يتسلم المهمة في فترات زمنية متتالية أو غير متتالية. تشهد الحكومات الأردنية تغيّرات سريعة غالباً، وقد لا تستمر الحكومة أكثر من سنة، إذ يضطر الملك لتغيير الحكومة حسب أدائها، ويستشهد بذلك على الانفتاح نحو الإصلاح والنقد ، قبل تولي الحكومة الجديدة السلطة رسميا. لا توجد حدود دستورية لولاية رئيس الوزراء، والعديد منهم خدم عدة فترات غير متتالية. وهناك عدد من المؤسسات الحكومية تتبع رئاسة الوزراء مباشرة دون الارتباط بالوزارات التابعة لرئيس الوزراء. بلغ عدد الحكومات التي تم تشكيها منذ عهد إمارة شرق الأردن 102.

## تاريخ الوزارات
تشكلت أول حكومة أردنية في عهد إمارة شرق الأردن في 11 نيسان 1921، فعندما رأى الأمير عبد الله الأول بن الحسين أن الحاجة أصبحت ماسَّـة لتشكيل حكومة في شرقي الأردن، عهد إلى رشيد طليع بتشكيلها ليكون أول رئيس لأول حكومة أردنية وكانت تحمل اسم مجلس المشاورين.
تقسم الحكومات في الأردن بشكل عام على قسمين، حكومات الإمارة وحكومات المملكة بعد استقلالها عام 1946 م. في عهد الامارة كان عدد الشخصيات التي شغلت منصب رئيس الوزراء بتسمياته المتعددة ثمانية شخصيات هم: رشيد طليع ، مظهر رسلان، علي رضا الركابي، حسن خالد أبو الهدى، الشيخ عبد الله بن عبد الرحمن سراج،إبراهيم هاشم، توفيق أبو الهدى، سمير الرفاعي.

## التسمية
منذ عام 1921 م وحتى أربعينيات القرن العشرين تغيرت تسميات مجلس الوزراء إلى عدة تسميات منها:
- مجلس المستشارين: سُمِّيت به أول خمس حكومات أردنية كانت أولها حكومة رشيد طليع.
- مجلس الوكلاء: في عهد الحكومة الخامسة فقط برئاسة حسن خالد أبو الهدى.
- مجلس النظّار: وتشكّلت الحكومتان السادسة والسابعة بهذه الاسم
- المجلس التنفيذي: تشكلت الثامنة تحت هذه الاسم
- مجلس الوزراء: وهي التسمية التي استمرت إلى الآن منذ تشكيل الحكومة التاسعة، في الأربعينيات من القرن العشرين.

## في الدستور الأردني
يرد اسم رئيس الوزراء في الأردن في عدد كبير من المواد منها:
- المادة (28) القسم و : لا يعتلي العرش أحد ممن استثنوا بإرادة ملكية من الوراثة بسبب عدم لياقتهم، ولا يشمل هذا الاستثناء أعقاب ذلك الشخص . ويشترط في هذه الإرادة أن تكون موقعاً عليها من رئيس الوزراء وأربعة وزراء على الاقل بينهم وزيرا الداخلية والعدلية.
- المادة (35): الملك يعين رئيس الوزراء ويقيله ويقبل استقالته ويعين الوزراء ويقيلهم ويقبل استقالتهم بناء على تنسيب رئيس الوزراء .
- المادة (41): يؤلف مجلس الوزراء من رئيس الوزراء رئيساً ومن عدد من الوزراء حسب الحاجة والمصلحة العامة .
- المادة (43): على رئيس الوزراء والوزراء قبل مباشرتهم أعمالهم أن يقسموا امام الملك اليمين التالية: «أقسم بالله العظيم ان اكون مخلصاً للملك، وان أحافظ على الدستور وان اخدم الامة واقوم بالواجبات الموكولة الي بامانة».
- المادة (45) قسم 2: تعين صلاحيات رئيس الوزراء والوزراء ومجلس الوزراء بانظمة يضعها مجلس الوزراء ويصدق عليها الملك .
- المادة (48): يوقع رئيس الوزراء والوزراء قرارات مجلس الوزراء وترفع هذه القرارات إلى الملك للتصديق عليها في الاحوال التي ينص هذا الدستور أو أي قانون أو نظام وضع بمقتضاه على وجوب ذلك. وينفذ هذه القرارات رئيس الوزراء والوزراء كل في حدود اختصاصه .
- المادة (50):
  - قسم 1: عند استقالة رئيس الوزراء أو إقالته يعتبر جميع الوزراء مستقيلين حكماً.
  - قسم 2: في حال وفاة رئيس الوزراء تستمر الوزارة برئاسة نائب رئيس الوزراء أو الوزير الاقدم حسب مقتضى الحال ولحين تشکيل وزارة جديدة.
- المادة (51): رئيس الوزراء والوزراء مسؤولون امام مجلس النواب مسؤولية مشتركة عن السياسة العامة للدولة كما ان كل وزير مسؤول امام مجلس النواب عن أعمال وزارته .
- المادة (53) قسم 1: تعقد جلسة الثقة بالوزارة أو باي وزير منها اما بناء على طلب رئيس الوزراء واما بناء على طلب موقع من عدد لا يقل عن عشرة أعضاء من مجلس النواب .

## المؤسسات التابعة له
يتبع لرئاسة الوزراء عدد من المؤسسات الأخرى:
| - دائرة المخابرات العامة - ديوان المحاسبة - ديوان الخدمة المدنية - ديوان التشريع والراي - هيئة الاستثمار - هيئة الطاقة الذرية الأردنية - هيئة اعتماد مؤسسات التعليم العالي وضمان جودتها - هيئة الاعلام - هيئة النزاهة ومكافحة الفساد - الهيئة الهاشمية للمصابين العسكريين - أمانة عمان الكبرى - البنك المركزي الأردني - سلطة اقليم البتراء التنموي السياحي - مؤسسة الإذاعة والتلفزيون الأردنية | - وكالة الأنباء الأردنية - مؤسسة استثمار الموارد الوطنية وتنميتها - المجلس الاقتصادي والاجتماعي الاردني - مؤسسة المتقاعدين العسكريين - دائرة قاضي القضاة - سلطة منطقة العقبة الاقتصادية الخاصة - هيئة الاوراق المالية - دائرة الافتاء العام - المجلس الأعلى لحقوق الأشخاص ذوي الأعاقة - المجلس التمريضي الأردني - المجلس الأعلى للعلوم والتكنولوجيا - المركز الوطني لتطوير المناهج - هيئة تنظيم قطاع الطاقة والمعادن - مجمع اللغة العربية الأردني - المركز الوطني للأمن وإدارة الأزمات - المركز الوطني لمكافحة الأوبئة والأمراض السارية |

## القائمة

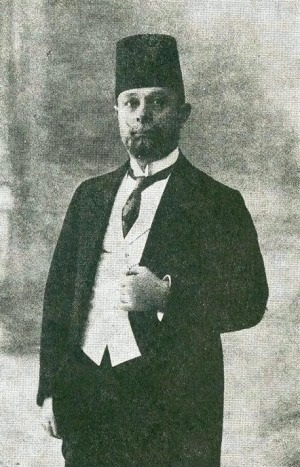
رشيد طليع أول رئيس وزراء في الأردن

رؤساء وزراء الأردن منذ تأسيس إمارة شرق الأردن حتى الوقت الحالي:
| اسم رئيس الوزراء     | بداية الرئاسة  | نهاية الرئاسة  | صورة |
| -------------------- | -------------- | -------------- | ---- |
| رشيد طليع            | 11 أبريل 1921  | 14 أغسطس 1921  |      |
| مظهر رسلان           | 1 أغسطس 1921   | 9 مارس 1922    |      |
| علي رضا الركابي      | 10 مارس 1922   | 31 يناير 1923  |      |
| مظهر رسلان           | 1 فبراير 1923  | 4 سبتمبر 1923  |      |
| حسن خالد أبو الهدى   | 5 سبتمبر 1923  | 6 مايو 1924    |      |
| علي رضا الركابي      | 7 مايو 1924    | 25 يونيو 1926  |      |
| حسن خالد أبو الهدى   | 26 يونيو 1926  | 21 فبراير 1931 |      |
| عبد الله سراج        | 22 فبراير 1931 | 17 أكتوبر 1933 |      |
| إبراهيم هاشم         | 18 أكتوبر 1933 | 27 سبتمبر 1938 |      |
| توفيق أبو الهدى      | 28 سبتمبر 1938 | 14 أكتوبر 1944 |      |
| سمير الرفاعي         | 15 أكتوبر 1944 | 18 مايو 1945   |      |
| إبراهيم هاشم         | 19 مايو 1945   | 3 فبراير 1947  |      |
| سمير الرفاعي         | 4 فبراير 1947  | 27 ديسمبر 1947 |      |
| توفيق أبو الهدى      | 28 ديسمبر 1947 | 11 أبريل 1950  |      |
| سعيد المفتي          | 12 أبريل 1950  | 3 ديسمبر 1950  |      |
| سمير الرفاعي         | 4 ديسمبر 1950  | 24 يوليو 1951  |      |
| توفيق أبو الهدى      | 25 يوليو 1951  | 4 مايو 1953    |      |
| فوزي الملقي          | 5 مايو 1953    | 3 مايو 1954    |      |
| توفيق أبو الهدى      | 4 مايو 1954    | 29 مايو 1955   |      |
| سعيد المفتي          | 30 مايو 1955   | 14 ديسمبر 1955 |      |
| هزاع المجالي         | 15 ديسمبر 1955 | 20 ديسمبر 1955 |      |
| إبراهيم هاشم         | 21 ديسمبر 1955 | 7 يناير 1956   |      |
| سمير الرفاعي         | 8 يناير 1956   | 21 مايو 1956   |      |
| سعيد المفتي          | 22 مايو 1956   | 30 يونيو 1956  |      |
| إبراهيم هاشم         | 1 يوليو 1956   | 28 أكتوبر 1956 |      |
| سليمان النابلسي      | 29 أكتوبر 1956 | 14 أبريل 1957  |      |
| حسين الخالدي         | 15 أبريل 1957  | 23 أبريل 1957  |      |
| إبراهيم هاشم         | 24 أبريل 1957  | 17 مايو 1958   |      |
| سمير الرفاعي         | 18 مايو 1958   | 5 مايو 1959    |      |
| هزاع المجالي         | 6 مايو 1959    | 28 أغسطس 1960  |      |
| بهجت التلهوني        | 29 أغسطس 1960  | 27 يناير 1962  |      |
| وصفي التل            | 28 يناير 1962  | 26 مارس 1963   |      |
| سمير الرفاعي         | 27 مارس 1963   | 20 أبريل 1963  |      |
| حسين بن ناصر         | 21 أبريل 1963  | 5 يوليو 1964   |      |
| بهجت التلهوني        | 6 يوليو 1964   | 12 فبراير 1965 |      |
| وصفي التل            | 13 فبراير 1965 | 3 مارس 1967    |      |
| حسين بن ناصر         | 4 مارس 1967    | 22 أبريل 1967  |      |
| سعد جمعة             | 23 أبريل 1967  | 6 أكتوبر 1967  |      |
| بهجت التلهوني        | 7 أكتوبر 1967  | 23 مارس 1969   |      |
| عبد المنعم الرفاعي   | 24 مارس 1969   | 12 أغسطس 1969  |      |
| بهجت التلهوني        | 13 أغسطس 1969  | 26 يونيو 1970  |      |
| عبد المنعم الرفاعي   | 27 يونيو 1970  | 15 سبتمبر 1970 |      |
| محمد داوود العباسي   | 16 سبتمبر 1970 | 25 سبتمبر 1970 |      |
| أحمد طوقان           | 26 سبتمبر 1970 | 27 أكتوبر 1970 |      |
| وصفي التل            | 28 أكتوبر 1970 | 28 نوفمبر 1971 |      |
| أحمد اللوزي          | 29 نوفمبر 1971 | 25 مايو 1973   |      |
| زيد الرفاعي          | 26 مايو 1973   | 12 يوليو 1976  |      |
| مضر بدران            | 13 يوليو 1976  | 18 ديسمبر 1979 |      |
| عبد الحميد شرف       | 19 ديسمبر 1979 | 2 يوليو 1980   |      |
| قاسم الريماوي        | 3 يوليو 1980   | 27 أغسطس 1980  |      |
| مضر بدران            | 28 أغسطس 1980  | 9 يناير 1984   |      |
| أحمد عبيدات          | 10 يناير 1984  | 3 أبريل 1985   |      |
| زيد الرفاعي          | 4 أبريل 1985   | 26 أبريل 1989  |      |
| زيد بن شاكر          | 27 أبريل 1989  | 6 ديسمبر 1989  |      |
| مضر بدران            | 7 ديسمبر 1989  | 19 يونيو 1991  |      |
| طاهر المصري          | 20 يونيو 1991  | 20 نوفمبر 1991 |      |
| زيد بن شاكر          | 21 نوفمبر 1991 | 29 مايو 1993   |      |
| عبد السلام المجالي   | 30 مايو 1993   | 7 يناير 1995   |      |
| زيد بن شاكر          | 8 يناير 1995   | 3 فبراير 1996  |      |
| عبد الكريم الكباريتي | 4 فبراير 1996  | 18 مارس 1997   |      |
| عبد السلام المجالي   | 19 مارس 1997   | 20 أغسطس 1998  |      |
| فايز الطراونة        | 20 أغسطس 1998  | 3 مارس 1999    |      |
| عبد الرؤوف الروابدة  | 4 مارس 1999    | 18 يونيو 2000  |      |
| علي أبو الراغب       | 19 يونيو 2000  | 24 أكتوبر 2003 |      |
| فيصل الفايز          | 25 أكتوبر 2003 | 6 أبريل 2005   |      |
| عدنان بدران          | 7 أبريل 2005   | 26 نوفمبر 2005 |      |
| معروف البخيت         | 27 نوفمبر 2005 | 24 نوفمبر 2007 |      |
| نادر الذهبي          | 25 نوفمبر 2007 | 13 ديسمبر 2009 |      |
| سمير زيد الرفاعي     | 14 ديسمبر 2009 | ]31 يناير 2011 |      |
| معروف البخيت         | 1 فبراير 2011  | 16 أكتوبر 2011 |      |
| عون الخصاونة         | 17 أكتوبر 2011 | 26 أبريل 2012  |      |
| فايز الطراونة        | 26 أبريل 2012  | 10 أكتوبر 2012 |      |
| عبد الله النسور      | 10 أكتوبر 2012 | 29 مايو 2016   |      |
| هاني الملقي          | 29 مايو 2016   | 4 يونيو 2018   |      |
| عمر الرزاز           | 4 يونيو 2018   | 7 أكتوبر 2020  |      |
| بشر الخصاونة         | 7 أكتوبر 2020  | 15 سبتمبر 2024 |      |
| جعفر حسان            | 18 سبتمبر 2024 | حتى الآن       |      |